# Österreichische Basketball Bundesliga A 2001/02
Die Österreichische Basketball Bundesliga A Saison 2001/02 ist die 57. Spielzeit der Österreichische Basketball Bundesliga.

## Saisonnotizen
- Meister der Saison 2001/02 wurden zum zweiten Mal in Folge die Kapfenberg Bulls.
- Cupsieger der Saison 2001/02 wurde UBC Mattersburg 49ers im Finale gegen chello Wörthersee Piraten.

## Tabelle
Endtabelle
| \| # \| Team \| \| -- \| ---------------------- \| \| 1 \| Kapfenberg Bulls \| \| 2 \| Fürstenfeld Panthers \| \| 3 \| Wörthersee Piraten \| \| 4 \| Mattersburg 49ers \| \| 5 \| Arkadia Traiskirchen \| \| 6 \| Oberwart Gunners \| \| 7 \| Gmunden Swans \| \| 8 \| Oberwaltersdorf Comets \| \| 9 \| UKJ St. Pölten \| \| 10 \| BK Klosterneuburg \| \| 11 \| Red Devils Linz \| \| 12 \| Tirol Pilots \| |                        |
| # | Team                   |
| 1 | Kapfenberg Bulls       |
| 2 | Fürstenfeld Panthers   |
| 3 | Wörthersee Piraten     |
| 4 | Mattersburg 49ers      |
| 5 | Arkadia Traiskirchen   |
| 6 | Oberwart Gunners       |
| 7 | Gmunden Swans          |
| 8 | Oberwaltersdorf Comets |
| 9 | UKJ St. Pölten         |
| 10 | BK Klosterneuburg      |
| 11 | Red Devils Linz        |
| 12 | Tirol Pilots           |